# 朱朝堵
保宁恭简王朱朝堵（16世纪—1560年），明朝周国悼康世子追封周康王朱勤熄的庶三子。
嘉靖十九年（1540年）四月，朱朝堵的兄长周庄王朱朝堈为弟朱朝埴、朱朝堵請封王。礼部认为按例应该封朱朝埴、朱朝堵為郡王，世宗准奏。十二月，明世宗传诏遣隆平侯張瑋等為正使，兵科給事中黃光昇等為副使，持節冊封朱朝埴为顺庆王，朱朝堵为保宁王。
嘉靖二十五年（1546年）十二月，世宗命彰武伯楊儒等為正使，刑科右給事中孟廷相等為副使，持節冊封徐良廣的女儿為保宁王妃。
嘉靖三十九年（1560年）去世。嘉靖四十一年（1562年）十月，由庶次子朱在鍜袭封。
肅国安和世子朱真淤被追封为肃靖王，按例他的庶子们不得封王。其子镇国将军朱弼枳、朱弼楝引用朱朝埴、朱朝堵的例子请求封王，礼部坚持不同意。世宗特许同意。嘉靖四十二年（1563年）二月，进封朱弼枳、朱弼楝为郡王。